# Velavaroo
Velavaroo est une petite île inhabitée des Maldives. L'île accueille essentiellement un parc d'attraction dédié aux sports aquatiques. 

## Géographie
Velavaroo est située dans le centre des Maldives, au Nord-Est de l'atoll Nilandhe Sud, dans la subdivision de Dhaalu. 